# Пятница (городской округ Солнечногорск)
Пятница (ранее Пятница-Берендеево, Пятницкое-Берендеево) — деревня в Московской области России. Входит в городской округ Солнечногорск. Население — 258 чел. (2010).
На карте Генерального межевания XVIII века село указано как Пятницкое по находившемуся там монастырю. В XX веке старые названия вышли из употребления и осталось только упрощённое Пятница.

## География
Деревня Пятница расположена на севере Московской области, в западной части округа, примерно в 15 км к юго-западу от города Солнечногорска, на берегу Истринского водохранилища, в 6 км западнее Пятницкого шоссе Р111, от которого к деревне подходит асфальтовая дорога (46К-0100 Ложки — Поварово — Пятница).
Связана прямым автобусным сообщением с районным центром, маршрут № 27. В деревне одна улица — Екатерининские Валы. Ближайшие населённые пункты — деревни Исаково и Шевлино.
Севернее деревни есть аэродром малой авиации Шевлино, покрытие грунтовое, работает аэроклуб.

## История
В духовной грамоте великого князя Дмитрия Ивановича 1389 года упоминается Берендеева слобода в Берендеевом стане, превратившаяся позднее в село Берендеево.
С сер. XV в. до 1764 в селе существовал мужской Пятницкий монастырь.
В писцовой книге за 1627 год этого стана указано, что в селе в то время уже был «монастырь великого чудотворца Николая и святой великомученицы Парасковеи, нареченныя Пятница». Каждую десятую пятницу после Пасхи в селе устраивались ярмарки, с чем связано освящение монастыря во имя Параскевы Пятницы. 
В 1763 году — центр Берендеевского стана Дмитровского уезда Московской губернии. В котором числится 211 душ мужского пола.
В «Списке населённых мест» 1862 года Пятница-Берендеевская — казённое село 2-го стана Звенигородского уезда Московской губернии на тракте из города Воскресенска в город Клин, в 42 верстах от уездного города, при реке Истре, с 61 двором и 362 жителями (185 мужчин, 177 женщин), в селе была православная церковь, приходское училище, завод, проводилась ярмарка.
По данным на 1890 год — центр Пятницкой волости Звенигородского уезда с 444 душами населения, в селе имелось училище, располагались волостное правление и квартира полицейского урядника.
В 1913 году — 73 двора, волостное правление, библиотека, 2-классное министерское училище, земская больница, ветеринарный пункт и пивная лавка.

### В ХХ веке
По материалам Всесоюзной переписи населения 1926 года — центр Пятницкого сельсовета Пятницкой волости Воскресенского уезда Московской губернии, в 18 км от станции Подсолнечной Октябрьской железной дороги, проживало 398 жителей (177 мужчин, 221 женщина), насчитывалось 105 хозяйств, среди которых 82 крестьянских, имелись школа 1-й ступени, изба-читальня, библиотека, больница, ветеринарная лечебница, почтовое отделение, общество потребителей, располагались волостной исполнительный комитет и детская колония.
С 1929 года — населённый пункт в составе Солнечногорского района Московского округа Московской области. Постановлением ЦИК и СНК от 23 июля 1930 года округа как административно-территориальные единицы были ликвидированы.
1929—1939, 1965—1994 гг. — центр Пятницкого сельсовета Солнечногорского района.
1939—1957 гг. — село Бережковского сельсовета Солнечногорского района.
1957—1960 гг. — село Бережковского сельсовета Химкинского района.
1960—1963 гг. — село Бережковского сельсовета (до 30.09.1960) и центр Пятницкого сельсовета Солнечногорского района.
1963—1965 гг. — центр Пятницкого сельсовета Солнечногорского укрупнённого сельского района.
В 1994 году Московской областной думой было утверждено положение о местном самоуправлении в Московской области, сельские советы как административно-территориальные единицы были преобразованы в сельские округа.
С 1994 до 2006 гг. деревня была центром Пятницкого сельского округа Солнечногорского района..
С 2005 до 2019 гг. деревня включалась в Соколовское сельское поселение Солнечногорского муниципального района.
С 2019 года деревня входит в городской округ Солнечногорск, в рамках администрации которого деревня относится к территориальному управлению Соколовское.

## Население
| 1852 | 1859 | 1890 | 1899 | 1926 | 1932 | 2002 |
| ---- | ---- | ---- | ---- | ---- | ---- | ---- |
| 357  | ↗362 | ↗444 | ↘360 | ↗398 | ↘360 | ↘240 |
| 2010 |      |      |      |      |      |      |
| ↗258 |      |      |      |      |      |      |

## Церковь Николая Чудотворца
Храм в селе возник не позднее XIV века. Последнее здание было возведено в 1807—1823 годы.
Это был кирпичный храм «восьмерик на четверике» с трапезной, где имелись ались Похвалинский и Пятницкий приделы. Был выстроен на средства прихожан и купца С. У. Скворцова в 1807—1823. Отдельно стоящая колокольня в псевдорусском стиле сооружена в 1840-х-1852 на средства купцов Берендеевских.
Богослужения были прекращены в 1936, колокольня была сломана в 1940 году, сам храм разобран вскоре после Великой Отечественной войны.

### Священники
- Петр Козмин (ок. 1719—1784) — 1753, 1772
- Косма Михайлов (ок. 1734-?) — 1768-1769 (два года в промежутке)
- Иван Петров (ок. 1735-?) — параллельно с Петром Козминым, 1772
- Иван Григорьев (Анцеров / Крылов) (ок. 1745-?) — с 1770-х до 1790
- Алексей Петров (ок. 1746-?) — 1791, 1801, сын попа Петра Козмина
- Федор Ипатьев  / Ипатов Прытков (ок. 1769-?) — параллельно с предыдущим, 1795, 1848. В этот период на село велись две отдельные метрические книги, для каждого священника.
- Иоанн Иоаннов Синьковский (ок. 1799-?) — параллельно с предыдущим, 1818, 1848
- Иоанн Федоров Воздвиженский (ок. 1826-?) - 1863
- Александр Никитин Обновленский (ок. 1828-?)  — параллельно с предыдущим, 1863
- Вячеслав Павлов Архангельский[24][25] — 1868
- Сергей Александров Миролюбов[26] — 1878

|      | Священник | Диакон                                                                                      | Дьячок | Пономарь |
| ---- | --- | ------------------------------------------------------------------------------------------- | --- | --- |
| 1753 | Петр Козмин, жена его Матрена Андреева (ок. 1719-?).                                                                                       | Егор Герасимов (ок. 1729-?), жена его Евдокия Петрова (ок. 1729-?)                          | Иван Козмин (ок. 1726-?), брат попа. Жена его Елена Федорова (ок. 1731-?)                                                                   | Андрей Козмин (ок. 1736-?), брат попа |
| 1767 | Петр Козмин, жена его Матрена Андреева (ок. 1719-?).                                                                                       | Егор Герасимов (ок. 1729-?), жена его Евдокия Петрова (ок. 1729-?)                          | Алексей Петров (ок. 1746-?), сын попа. Жена его Евдокия Иванова (ок. 1745—1788)                                                             | - нет - |
| 1768 | Косма Михайлов, жена его Наталья Алексеева (ок. 1740-?)                                                                                    | Иван Петров (ок. 1735-?), жена его Настасья Алексеева (ок. 1740-?)                          | Сергей Тарасов (ок. 1742—1791), жена его Акилина Савельева (ок. 1740-?)                                                                     | - нет - |
| 1770 | 1) Петр Козмин (см. выше) 2) Иван Петров (перешел из диаконов, см. выше) 3) Иван Иванов                                                    | Егор Герасимов (см. выше)                                                                   | 1) Сергей Тарасов (см. выше) 2) Тимофей Иванов (ок. 1742-?). Жена его Александра Алексеева (ок. 1748-?)                                     | - нет - |
| 1771 | 1) Петр Козмин (см. выше) 2) Иван Петров (см. выше)                                                                                        | Егор Герасимов (см. выше)                                                                   | 1) Алексей Петров (см. выше) 2) Сергей Тарасов (см. выше) 3) Тимофей Иванов (см. выше)                                                      | - нет - |
| 1772 | 1) Петр Козмин (см. выше) 2) Иван Петров (см. выше)                                                                                        | Егор Герасимов (см. выше)                                                                   | 1) Алексей Петров (см. выше) 2) Сергей Тарасов (см. выше) 3) Тимофей Иванов (см. выше)                                                      | - нет - |
| 1775 | Иван Григорьев (Анцеров / Крылов), жена его Катерина Федорова (ок. 1754-ок.1825)                                                           | Алексей Петров (см. выше)                                                                   | - нет - | Иван Максимов (ок. 1752-?), жена его Прасковья Федорова (ок. 1753-?) |
| 1776 | Иван Григорьев (Анцеров / Крылов), жена его Катерина Федорова (ок. 1754-ок.1825)                                                           | - нет -                                                                                     | Иван Максимов (перешел из пономарей, см. выше)                                                                                              | - нет - |
| 1784 | Иван Григорьев (Анцеров / Крылов), жена его Катерина Федорова (ок. 1754-ок.1825)                                                           | - нет -                                                                                     | Матвей Егоров (Цветков) (ок. 1759-?), сын диакона Егора Герасимова. Жена его Елена Григорьева (ок. 1766-?)                                  | Василий Тарасов (ок. 1761-1822), жена его Наталия Николаева (ок. 1763-?) |
| 1787 | Иван Григорьев (Анцеров / Крылов), жена его Катерина Федорова (ок. 1754-ок.1825)                                                           | Матвей Егоров (перешел из дьячков, см. выше)                                                | Василий Сергеев (ок. 1767-?), сын дьячка Сергея Тарасова. Жена его Наталья Спиридонова Гусева (ок. 1771-?)                                  | Василий Тарасов (ок. 1761-1822), жена его Наталия Николаева (ок. 1763-?) |
| 1791 | Алексей Петров (ранее тут же пономарь и диакон, см. выше, сын попа)                                                                        | - нет -                                                                                     | Сергей Тарасов (см. выше) | Иван Максимов (см. выше, вернулся в пономари из дьячков) |
| 1795 | 1) Алексей Петров (см. выше) 2) Федор Ипатьев Прытков, жена его Дарья Иванова (ок. 1775-1847)                                              | Матвей Егоров (см. выше)                                                                    | 1) Иван Максимов (см. выше) 2) Василий Сергеев (см. выше) 3) Михаил Алексеев Ионин (ум. 1814), жена его Афимья Никитина                     | 1) Василий Тарасов (см. выше) 2) Иван Максимов (см. выше) |
| 1800 | 1) Алексей Петров (см. выше) 2) Федор Ипатьев Прытков, жена его Дарья Иванова (ок. 1775-1847)                                              | Матвей Егоров (см. выше)                                                                    | 1) Михаил Алексеев Ионин (см. выше) 2) Николай Алексеев Мурашев (ок. 1780-?). Его 2-я жена Аграфена Петрова (ок. 1793-?).                   | 1) Василий Тарасов (см. выше) 2) Матвей Иванов Лебедев (ок. 1790-1820). Жена его Ксения Васильева (ок. 1800-?)                                                                                                  |
| 1801 | Алексей Петров (см. выше) | - нет -                                                                                     | Михаил Алексеев Ионин (см. выше) | Матвей Иванов Лебедев (см. выше) |
| 1814 | | Михаил Алексеев Ионин (перешел из дьячков, см. выше)                                        | | |
| 1818 | 1) Федор Ипатов Прытков 2) Иоанн Иоаннов Синьковский, жена его Александра Дмитриева (ок. 1811-?)                                           | Павел Иоаннов Кобранов (ок. 1811-?), жена его Надежда Константиновна (ок. 1813-?)           | 1) Николай Алексеев Мурашев (см. выше) 2) Иван Матвеев Цветков (ок. 1807-?), сын предыд. пономаря. Жена его Аграфена Степанова (ок. 1820-?) | Василий Иванов. Жена его Пелагея Васильева (ок. 1792-?), дочь предыд. пономаря Василия Тарасова |
| 1820 | 1) Федор Ипатов Прытков 2) Иоанн Иоаннов Синьковский, жена его Александра Дмитриева (ок. 1811-?)                                           | Павел Иоаннов Кобранов (ок. 1811-?), жена его Надежда Константиновна (ок. 1813-?)           | 1) Николай Алексеев Мурашев (см. выше) 2) Иван Матвеев Цветков (ок. 1807-?), сын предыд. пономаря. Жена его Аграфена Степанова (ок. 1820-?) | 1) Василий Тарасов (см. выше) 2) Матвей Иванов Лебедев (см. выше) |
| 1820 | 1) Федор Ипатов Прытков 2) Иоанн Иоаннов Синьковский, жена его Александра Дмитриева (ок. 1811-?)                                           | Павел Иоаннов Кобранов (ок. 1811-?), жена его Надежда Константиновна (ок. 1813-?)           | 1) Николай Алексеев Мурашев (см. выше) 2) Иван Матвеев Цветков (ок. 1807-?), сын предыд. пономаря. Жена его Аграфена Степанова (ок. 1820-?) | 1) Василий Тарасов (см. выше) 2) Иван Матвеев Лебедев (ок. 1810-?), сын предыд. пономаря. Жена его Авдотья Николаева 3) Василий Иванов (см. выше)                                                               |
| 1834 | 1) Федор Ипатов Прытков 2) Иоанн Иоаннов Синьковский, жена его Александра Дмитриева (ок. 1811-?)                                           | Павел Иоаннов Кобранов (ок. 1811-?), жена его Надежда Константиновна (ок. 1813-?)           | 1) Николай Алексеев Мурашев (см. выше) 2) Иван Матвеев Цветков (ок. 1807-?), сын предыд. пономаря. Жена его Аграфена Степанова (ок. 1820-?) | 1) в должности пономаря запрещенный священник Павел Григорьев Никольский (ок. 1812-?), жена его Наталья Герасимова (ок. 1824-?) 2) Василий Иванов Бухарев (ок. 1817-?), жена его Пелагея Васильева (ок. 1810-?) |
| 1844 | 1) Федор Ипатов Прытков 2) Иоанн Иоаннов Синьковский, жена его Александра Дмитриева (ок. 1811-?)                                           | Алексей Петров Ирисов (ок. 1821-?), жена его Варвара Алексеева, ур. Стрельцова (ок. 1826-?) | 1) Николай Алексеев Мурашев (см. выше) 2) Константин Иванов Дмитриевский (ок. 1820-?), жена его Татьяна Никитина (ок. 1824-?)               | 1) Алексей Павлов Никольский (ок. 1824-?), сын предыд. Жена его Параскева Николаева Мурашева (ок. 1824-?), дочь дьячка 2) Василий Иванов Бухарев (см. выше)                                                     |
| 1847 | 1) Федор Ипатов Прытков 2) Иоанн Иоаннов Синьковский, жена его Александра Дмитриева (ок. 1811-?)                                           | Алексей Петров Ирисов (ок. 1821-?), жена его Варвара Алексеева, ур. Стрельцова (ок. 1826-?) | 1) Николай Алексеев Мурашев (см. выше) 2) Константин Иванов Дмитриевский (ок. 1820-?), жена его Татьяна Никитина (ок. 1824-?)               | 1) Алексей Павлов Никольский (ок. 1824-?), сын предыд. Жена его Параскева Николаева Мурашева (ок. 1824-?), дочь дьячка 2) Василий Иванов Бухарев (см. выше)                                                     |
| 1848 | 1) Федор Ипатов Прытков 2) Иоанн Иоаннов Синьковский, жена его Александра Дмитриева (ок. 1811-?)                                           | Михаил Захариев (ок. 1821-?), жена его Анна Антонова (ок. 1824-?)                           | 1) Петр Ефимов (ок. 1827-?), жена его Федосья Николаева Мурашева (ок. 1825-?), дочь предыд. 2) Константин Иванов Дмитриевский (см. выше)    | 1) Алексей Павлов Никольский (ок. 1824-?), сын предыд. Жена его Параскева Николаева Мурашева (ок. 1824-?), дочь дьячка 2) Василий Иванов Бухарев (см. выше)                                                     |
| 1863 | 1) Иоанн Федоров Воздвиженский, жена его Анна Иванова (ок. 1839-?) 2) Александр Никитин Обновленский, жена его Любовь Иванова (ок. 1830-?) | Павел Филиппов Щедров (ок. 1830-?), жена его Анна Иванова (ок. 1834-?)                      | 1) Василий Павлов Левицкий (ок. 1831-?), жена его Екатерина Макарова (ок. 1829-?) 2) Константин Иванов Дмитриевский (см. выше)              | 1) Алексей Павлов Никольский (см. ниже) 2) Михаил Петров Соловьев (ок. 1831-?), жена его Параскева Васильева (ок. 1828-?)                                                                                       |